# Krull (film)
Krull è un film del 1983 diretto da Peter Yates.

## Trama
Il pianeta Krull viene invaso da un'entità oscura e malvagia nota come il "Mostro" e dai suoi cavalieri neri, noti come i "Massacratori", dotati di armi futuristiche. Il Mostro ha conquistato interi mondi attraversando l'universo nella sua pericolosa roccaforte, la Fortezza Nera, una specie di enorme astronave di roccia. L'arrivo del Mostro e del suo esercito interrompe le nozze tra il principe Colwyn e la principessa Lyssa, che volevano sposarsi sperando che l'unione dei loro regni, storicamente avversari, potesse arginare le forze dell'invasore. I Massacratori uccidono entrambi i sovrani e rapiscono l'incantevole principessa Lyssa.
L'intrepido principe Colwyn, rimasto ferito durante l'assedio dei Massacratori, viene trovato e medicato da Ynyr "il vecchio", il quale gli rivela che l'unico modo per salvare Krull e sconfiggere il Mostro sia di usare il potere del Glaive, un'antica arma magica a cinque punte che può essere usata solo da chi lo merita. Colwyn si dimostra degno di ricevere il Glaive, recuperandolo dalla caverna dove era nascosto; l'ostacolo successivo è però individuare la Fortezza Nera, che si teletrasporta in una nuova località ogni giorno al sorgere del sole.
Lungo il cammino, il principe e il vecchio si uniranno al mago trasformista Ergo "il magnifico" e verranno in seguito attaccati da una banda di galeotti evasi, composta da Kegan, Rhun, Oswyn, Bardolph, Menno, Darro, Nennog, Quain e capitanata da Torquil. Colwyn tuttavia li convince ad affrontare il Mostro al suo fianco, promettendo loro la libertà e l'assoluzione dai loro crimini. L'ultimo ad unirsi alla compagnia è il ciclope Rell, membro di un'antica razza di un altro mondo che molto tempo prima possedeva due occhi come gli umani, ma scelsero di sacrificarne uno al Mostro in cambio del potere di vedere il futuro, purtroppo vennero ingannati, poiché il solo futuro che potevano vedere era quello della propria morte. Per aggiungere la beffa al danno, il Mostro vi aveva imposto anche una maledizione: nel caso i ciclopi avessero provato a cambiare la loro sorte, quella dopo sarebbe stata ancora più tragica. Ynir li considera una razza triste e commiserevole, ma anche formidabili avversari dei Massacratori.
Per localizzare la Fortezza Nera, gli eroi vanno a visitare il "Veggente cieco degli Smeraldi", il quale cerca di individuare la roccaforte con il suo smeraldo magico, ma prima di riuscirci viene fermato dal potere del Mostro. Il gruppo decide quindi di attraversare una palude per ripetere il rituale, poiché non può essere penetrata dalla magia del Mostro, ma vengono attaccati dai Massacratori, che uccidono Darro, mentre Menno viene inghiottito dalle sabbie mobili. Il Veggente viene assassinato prima di poter provare a localizzare la Fortezza Nera, rivelando che il Mostro è capace di mutare forma.
Stanchi e sconfitti, i protagonisti decidono di riposarsi per riprendere le forze. Kegan si reca in un villaggio vicino dove vive Merith, una delle sue numerose mogli, che porta rifornimenti per il gruppo. Il Mostro, che sta cercando di far schierare Lyssa dalla sua parte,  nel frattempo prende possesso della giovane aiutante di Merith per far invaghire Colwyn, ma fallisce.
Mentre il resto del gruppo riposa, Ynyr si reca dalla "Vedova della Ragnatela" per chiederle dove trovare la Fortezza Nera. La Vedova si rivela essere la donna che amava tanto tempo prima, una maga esiliata nella tana del Ragno di Cristallo per aver ucciso il loro unico figlio dopo essere stata abbandonata da Ynyr. La vedova spiega che la Fortezza si troverà nel Deserto di Ferro e consegna a Ynyr la sabbia dalla clessidra incantata, che ha impedito al Ragno di Cristallo di attaccarla, per permettergli di uscire dalla tana. Ynyr fugge mentre il Ragno attacca la Vedova, e riferisce al gruppo la prossima posizione della Fortezza Nera prima di esaurire la sabbia e morire.
Per raggiungere il Deserto di Ferro, Rell istruisce il gruppo nella cattura dei Cavalli di Fuoco, capaci di raggiungere la Fortezza Nera prima dell'alba seguente. Durante l'assedio alla roccaforte, Rhun viene ucciso dai Massacratori mentre Rell si sacrifica per tenere aperta l'enorme porta scorrevole della nave. Nella Fortezza, altri Massacratori uccidono Quain e Nennog mentre Kegan si lascia uccidere proteggendo Troquil, in modo da poter proseguire.
Quando Ergo e Titch, il giovane apprendista del Veggente degli Smeraldi, rimangono separanti dal gruppo, Ergo si trasforma in una tigre per affrontare i Massacratori che li attaccano. Colwyn, Torquil, Bardolph e Oswyn si ritrovano davanti alla grande cupola che racchiude Lyssa e Colwyn tenta di aprirsi un varco con il Glaive, mentre gli altri tre cercano ulteriori passaggi. I tre cadono in una stanza-trappola con le pareti piene di punte che si chiudono lentamente, uccidendo Bardolph.
Colwyn riesce a irrompere nella cupola e trova Lyssa. Quando il Mostro li attacca, Colwyn riesce a ferirlo con il Glaive, che però rimane infilzato nel corpo della creatura. Con nient'altro per difendersi dal contrattacco del Mostro, Lyssa si rende conto che devono completare il rituale di nozze, che dona loro il potere del fuoco, con il quale riescono infine a sconfiggere il Mostro. La morte dell'invasore libera Torquil e Oswyn, che raggiungono gli sposi, e insieme trovano Ergo e Titch, riuscendo a fuggire dalla Fortezza Nera prima che si autodistrugga scomparendo nel cielo.
Colwyn e Lyssa, ora re e regina dei regni uniti di Krull, nominano Torquil come gran maresciallo. Gli eroi sopravvissuti possono fare ritorno a casa, mentre viene ripetuta la profezia iniziale che vede il loro erede destinato a regnare sull'intero Universo.

## Produzione
Le Isole Canarie, in Spagna, sono state luogo di alcune riprese del film. Così come l'altopiano Campo Imperatore e Cortina d'Ampezzo, in Italia.
Nel cast anche un trentenne e ancora sconosciuto Liam Neeson.

## Accoglienza
All'epoca della sua uscita, Krull si distinse come uno dei maggiori fiaschi prodotti dalla Columbia Pictures, incassando solo 16.519.463 dollari in confronto al budget di 47 milioni. Ricevette anche critiche poco entusiaste, sul sito Rotten Tomatoes ha l'indice di gradimento del 33% basato su 24 recensioni.
Nel corso degli anni, però, Krull ha generato una schiera di appassionati e viene considerato una pellicola cult.

## Opere derivate
Alan Dean Foster ha curato l'adattamento letterario del film, che fu pubblicato in Italia da Urania nel numero 966.
La Marvel Comics ha realizzato un adattamento a fumetti del film nel numero Super Special #28.

## Citazioni
Nel film Ready Player One del 2018 di Steven Spielberg, durante la battaglia finale contro Sorrento, Sho estrae un Glaive e lo lancia contro il fucile di i-R0k